# Dexerra serrata
Dexerra serrata är en insektsart som beskrevs av Rentz, D.C.F. 1985. Dexerra serrata ingår i släktet Dexerra och familjen vårtbitare. Inga underarter finns listade i Catalogue of Life.